# Siegfried Alkan
Siegfried Alkan (Dillingen/Saar, 30 marzo 1858 – Magonza, 24 dicembre 1941) è stato un compositore tedesco di origine ebraica.
Era un lontano parente di Felix Mendelssohn Bartholdy, Fanny Hensel e Giacomo Meyerbeer.

## Opere
- Gruß an die Saar (op. 32)
- O wüsstest du´s (op. 39)
- Neues Saarlied (op. 91)
- Ur-Großmütterchen (op. 80)